# 学甲上白礁祭典
学甲上白礁祭典（がっこうじょうはくしょうさいてん）は毎年旧暦3月11日に、台湾台南市の学甲慈濟宮が主催して行われ、当地では「上白礁祭り」と呼ばれている。
祭典は将軍渓の畔、「頭前寮」で行い海を隔て保生大帝の祖廟、即ち中国福建省の白礁慈済宮を祭る。かつて不定期に刈香が行われていたが、現在では3日間の巡行を伴う祭りに拡大された。
「学甲刈香」は台南五大香科の一つに属する。1992年から、4年に1回の開催と定められた。
台南市政府によって台南市の重要民俗イベントとして認定され、2022年に文化部によって国家的な重要民俗イベントに昇格して登録され、文化の継承と普及を引き続き進めている。

## 歴史沿革

### 起源
学甲慈濟宮の主神である保生大帝は、鄭氏政権時期に福建省泉州府からの移民によって迎えられ、鄭成功の部隊と共に台湾へ渡り、学甲の頭前寮、将軍渓の畔から上陸した。
上白礁祭典の起源は清朝統治時代に遡れる。学甲地域の住民たちが頻繁に故郷の福建省泉州府白礁慈濟宮に戻って祖先を祭っていたことに由来する。
保生大帝の誕生日は旧暦の3月15日で、住民たちが数日間に海を渡る必要があるため、祭典の日付は毎年旧暦の3月11日に定められた。
日本統治時代以降、中国大陸と台湾両岸の民間往来が制限されていた。行き来が不便になったため、上陸した場所で海を隔てて祖先を祭る祭典が行われるようになった。
上白礁祭典は元々毎年行われていたわけではないんだが、20世紀後半から次第に毎年開催されるようになった。

### 発展
上白礁祭典は元々学甲地域の町内祭りで、参加するお寺は主に学甲慈済宮の交陪廟や、分霊廟や学甲十三庄の廟である。
1977年の頃には政府の支援を受け、次第に祭典の規模が拡大していった。1980年から県級の祭典に格上げされ、当時の台南県知事が祭典の主任委員を務めた。
1981年、中華民国建国70周年に当たり、芸陣コンテストと芸術文化の展覧会を催していた。
1984年、元台北市長呉三連が主任委員を務めた。
1989年から、改めて内政部部長が主任委員を務めるようになった。
然し、歴代の主祭者は実際に台南県県長が担当している。
2010年、台南県市合併により直轄市に昇格した故、改めて台南市市長が主祭者を担当する。

### 学甲香
「台南五大香」の一つである「学甲香」は、保生大帝を主神として祀る学甲慈済宮の上白礁祭典のイベントである。
学甲慈済宮の学甲香と上白礁祭典は長い歴史を持ち、古くから先祖代々受け継がれてきた重要な宗教的民俗行事であり、台南市の貴重な文化遺産でもあった。
この伝統的な意義を持つ祭りを通じて、台南市全体の市民がそのご加護を受けられることを願っている。
「学甲香」は上白礁祭典から派生した刈香イベントである。
上白礁祭典の際、巡行ルートが学甲十三庄を踏まなかったから、十三庄地域全体を巡る大規模な巡礼祭典が不定期に行われるようになった。
これが「学甲大刈香」または「学甲香」と呼ばれている。

## 巡行地域
毎年の上白礁祭典で、隊列の巡行区域は主に学甲と中洲の二つの地域が両端となっている。

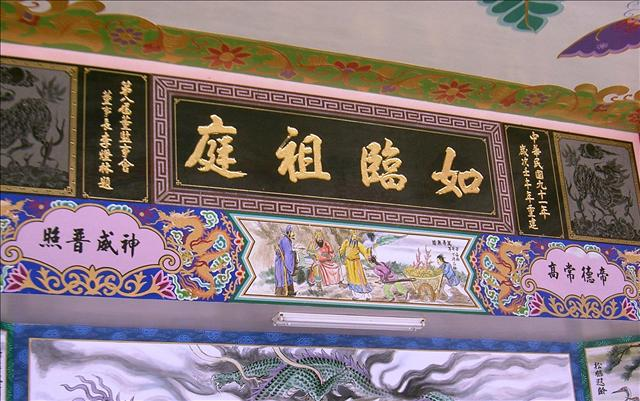
白礁亭の題字「祖先の庭に臨むように」

刈香を行う際に、三日間の巡行地域は昔の「学甲十三庄」の範囲が含まれている。
即ち三寮湾、渓底寮、二重港、灰窯港、渡仔頭、宅仔港、倒風寮、学甲寮、草坔、大湾、学甲、中洲、山寮など、
及び佳里区、塩水区、北門区周辺の村落である。

## 巡行隊列の特色

### 山車
上白礁祭典に参加する廟が多く、多種多様な山車が随行する。

児童が神話や伝説、歴史の物語などを演じて乗る山車が台湾でよく知られている。
毎年上白礁祭典で参加し演出する山車は：

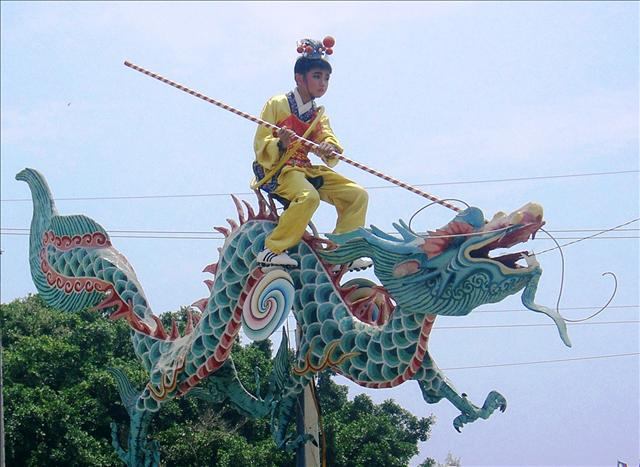
上白礁の山車「ナーザの大暴れ」

下社白礁宮の「ナーザの大暴れ」、「董漢が母を探す」。
宅口興太宮の「五虎が西方平定」、「太子が龍を降伏させる」、羅姓角「八仙棚」。
学甲清保宮の「八仙が海を渡る」、東竹圍「八美圖」。
後社聖和宮の「郭子儀と烏鳳仙の戦い」。
中草坔中隆宮「糸車の輪」。
県内角太安宮「封神演義」、西龍宮「七羽の鶴」など。

### ムカデ陣
台南五大香科は全てムカデ陣が隊列の先導を務めている。

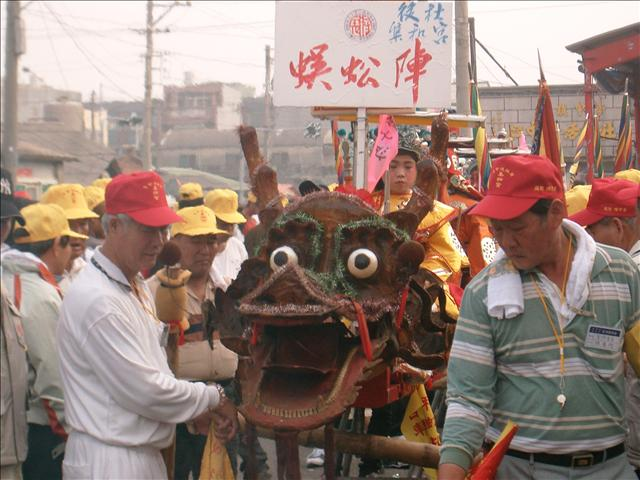
学甲後社ムカデ陣

学甲上白礁祭典のムカデ陣は、後社集和宮が装飾担当しており、五大香科で唯一の人力で担ぎ上げる形式を保っている。
学甲のムカデ陣は龍の首と鳳凰の尾の形として、普段は集和宮に奉納され、「ムカデ公」と呼ばれる。
担ぐ伝統の形を維持するため、多くの人手が必要である。

### デコレーショントラックを拒否する
80年代から学甲慈済宮はデコレーショントラックを拒否していた。
最近数年間になって、少し制限が緩和になっていたが、現在でも稀に見える。

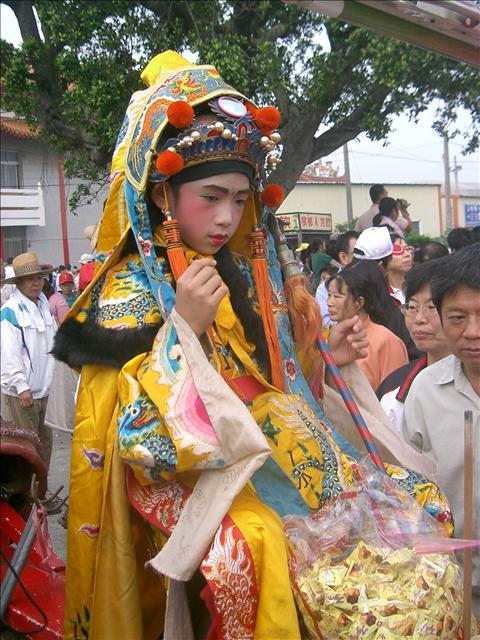
学甲後社ムカデ陣の神童

## 巡行隊列の構成
上白礁祭典の巡行隊列は主に「先頭」、「参加する廟」と「巡行主神隊列」、三つの部分に分けられる。

## 祭典の流れ
学甲慈済宮保生大帝参拝儀式
祭典委員会の主任委員が副主任委員、委員、慈済宮の董事や監事、香炉の管理者たちを率いて、学甲慈済宮の内で行われる。
巡行
白礁慈済宮への参拝儀式
将軍溪の畔、白礁亭で祭典委員会の主任委員が副主任委員、委員、慈済宮の董事や監事、香炉の管理者、
各寺のリーダーと信者たちを率いて、水と火の神を呼び寄せる儀式行う。
巡行
神像を安置する